# Joanne Calderwood
Joanne Calderwood (* 23. Dezember 1986 in Glasgow) ist eine schottische Muay-Thai-Meisterin und professionelle MMA-Kämpferin. Derzeit belegt sie Rang 4 der „Unified Women's MMA Rankings“ im Strohgewicht (bis 52 kg).

## Leben
Calderwood startete ihre Muay-Thai-Karriere durch einen Zufall. Im Alter von 13 Jahren sprang sie für einen Freund ihres Bruders ein und begleitete ihn zum Muay-Thai-Training, woraus sich letztlich eine Leidenschaft entwickelte, für die sie ihre Karriere als Wettkampfschwimmerin beendete. Bereits nach kurzer Zeit trainierte sie nicht mehr nur zwei Tage die Woche, sondern zweimal täglich. In dieser Zeit arbeitete sie nach der High School, um sich sozial zu engagieren. Nach einiger Zeit wechselte sie das Trainingscamp und verschrieb sich voll und ganz dem Kampfsport.

## Muay Thai
Calderwood begann mit Muay Thai im Jahr 2000 und wurde 2009 „STBA Fighter of the year“. Sie ist die derzeitige ISKA-Weltmeisterin, IKF-Europameisterin, WKL-Europameisterin und WBC-UK-Meisterin; jeweils im Fliegengewicht. Bei der  World Professional Muay Thai Federation belegt sie Rang 2.

## Mixed-Martial-Arts-Karriere
Joanne Calderwood war Schottlands erste professionelle MMA-Kämpferin. Ihren ersten Profikampf gegen Noellie Molina gewann sie durch technischen KO in der ersten Runde.
Daraufhin kämpfte sie im dritten Event der „India’s Super Fight Leagues“ gegen Lena Ovchynnikova und gewann durch einstimmigen Kampfrichterentscheid nach Punkten.
Ihr nächster Kampf fand unter dem Banner von „On Top 5“ statt. Dort besiegte sie Ainara Mota durch technischen KO und verbesserte ihren MMA-Rekord auf 3-0.
Zuletzt kämpfte sie am 6. Oktober 2012 für die in diesem Jahr neu gegründete Organisation Invicta Fighting Championships und besiegte dort Ashley Cummins spektakulär durch einen KO im Muay Thai Clinch mit einem Knie zum Körper ihrer Gegnerin. Dieser Sieg wurde als „KO des Abends“ gewertet.
Bei der „InvictaFC 4“, einer Veranstaltung der Invicta Fighting Championships am 5. Januar 2013, kämpfte sie gegen die Österreicherin Livia von Plettenberg. Calderwood gewann durch einstimmige Punkteentscheidung des Kampfgerichts.
Anfang April 2013 wurde bekannt, dass Calderwood einen Vertrag über sechs Kämpfe mit Invicta Fighting Championships abgeschlossen hat.
Auch in ihrem 6. MMA Kampf am 13. April 2013 gegen die US-Amerikanerin Sally Krumdiack in Glasgow, Schottland blieb sie unbesiegt. Bereits in der ersten Runde konnte Calderwood den Kampf, durch Abbruch des Ringrichters nach einem Kick und anschließenden Schlägen, für sich entscheiden.
Calderwood sollte zunächst bei Invicta FC 6 am 13. Juli 2013 in Kansas City (Missouri), USA gegen die Brasilianerin Claudia Gadelha antreten. Anfang Juni wurde durch InvictaFC eine Umstellung bekanntgegeben. Gadelha wird nunmehr die verletzungsbedingt ausgefallene Carla Esparza ersetzen. Die neue Gegnerin für Calderwood sollte die US-Amerikanerin Sarah Schneider werden. Wegen einer Trainingsverletzung musste diese allerdings absagen. Dafür wurde Norma Rueda Center (USA) als Gegnerin verpflichtet. Den Kampf gewann Joanne Calderwood durch einstimmige Punkteentscheidung der Kampfrichter.

## Martial-Arts-Statistik
| Resultat | Rekord | Gegnerin              | Methode                | Event                | Datum            | Runde | Zeit | Stadt               | Notizen       |  |
|          |        |                       |                        |                      |                  |       |      |                     |               |  |
| Sieg     | 7–0-0  | Norma Rueda Center    | einstimmiger Punktsieg | InvictaFC 6          | 13. Juli 2013    | 3     | 5:00 | Kansas City, USA    |               |  |
| Sieg     | 6–0-0  | Sally Krumdiack       | TKO (Punches)          | Cage Warriors 53     | 13. April 2013   | 1     | 3:08 | Glasgow, Schottland |               |  |
| Sieg     | 5–0-0  | Livia von Plettenberg | einstimmiger Punktsieg | InvictaFC 4          | 5. Januar 2013   | 3     | 5:00 | Kansas City, USA    |               |  |
| Sieg     | 4–0-0  | Ashley Cummins        | KO (Knie zum Körper)   | InvictaFC 3          | 6. Oktober 2012  | 1     | 3:13 | Kansas City, USA    | Ko des Abends |  |
| Sieg     | 3–0-0  | Ainara Mota           | TKO (Punches)          | On Top 5             | 2. Juni 2012     | 2     | 2:46 | Glasgow, Schottland |               |  |
| Sieg     | 2–0-0  | Lena Ovchynnikova     | einstimmiger Punktsieg | Super Fight League 3 | 6. Mai 2012      | 3     | 5:00 | Neu-Delhi, Indien   |               |  |
| Sieg     | 1–0-0  | Noelli Molina         | TKO (Punches)          | On Top 4             | 25. Februar 2012 | 1     | 3:13 | Glasgow, Schottland |               |  |
|          |        |                       |                        |                      |                  |       |      |                     |               |  |